# オサミンティヌス3世
オサミンティヌス3世（オサミンティヌスさんせい）は、日本のYouTuber、歌手、元ゲーム実況者。レーベルASM代表。

## 経歴
2016年10月28日、Youtubeにて動画を初投稿する。
2018年2月、チャンネル登録者数が10万人を超える。
2018年3月5日、カバー曲を主に投稿する「オサムのうた」チャンネルを開設。
2018年8月、チャンネル登録者数が50万人を超える。また2020年1月にはチャンネル登録者数が100万人を超える。
2020年4月6日、音楽活動への注力を表明。
2021年4月1日、会社を解雇されたため、動画配信者を本業としていくことを報告。
2021年5月30日、初のオリジナル曲をリリース。。同年11月12日、音楽レーベル「Awesome Streaming Music」を立ち上げる。
2022年8月19日、荒野行動のテーマソングとして春茶とのコラボ楽曲「声届いた日から」が公開された。
2023年1月24日、ゲーム動画投稿者としての活動の引退を発表。なお、音楽の活動は継続し「オサムのうた」のチャンネルをメインで使うとした。

## 話題性
BitStarの調査によると、2018年のチャンネル成長率は15,563％で、「チャンネル成長率ランキング」で1位を獲得した。
ゲームと歌を組み合わせた動画が人気で、2018年末の紅白戦場歌合戦優勝者のハッチャンとのコラボ動画である『ボイチャで乱入してきた歌ウマと奇跡的なハモリが始まったんだがwwwwwwww』では2019年のYouTubeトップトレンドランキングで9位となっている。
『【世界初】フォートナイトのピアノで弾き語りしてみたwwww』では動画内で使用した「そっけない」を作曲したRADWIMPSのメンバーである野田洋次郎が引用リツイートで称賛した。
また、あつまれ どうぶつの森を利用した動画でも話題となった。

## ディスコグラフィー
自身で作詞作曲を手掛け、Audiostockとのコラボ企画として二曲の歌を発表している。
| 楽曲名       | 配信開始日 | 作詞   | 作曲   | 編曲             | レコーディング&ミックス | マスタリング    | ディレクター |
| ------------ | ---------- | ------ | ------ | ---------------- | ----------------------- | --------------- | ------------ |
| ポケット     | 2021/5/30  | オサム | オサム | TomoLow          | Toshiaki Yanagi         | Chris Gehringer | barbora      |
| ファンレター | 2021/5/30  | オサム | オサム | TomoLow、barbora | Toshiaki Yanagi         | Chris Gehringer | barbora      |

## 紅白戦場歌合戦
- 2018年12月末、紅白戦場歌合戦2018を開催。優勝者はハッチャン。
- 2019年12月末、紅白戦場歌合戦2019を開催。優勝者はたんたか。
- 2020年12月末、紅白戦場歌合戦2020を開催。優勝者は麻婆豆腐。
- 2021年12月末、紅白戦場歌合戦2021を開催。優勝者はけーくん。
- 2022年3月、紅白戦場歌合戦2021の出場者であるICCHANがASMに所属。